# Die Botschaft an Garcia
Die Botschaft an Garcia (englischer Originaltitel A Message to Garcia) ist ein Essay von Elbert Hubbard aus dem Jahr 1899, der den Wert individueller Initiative und Bewusstsein bei der Arbeit hervorhebt.
Das Hauptbeispiel des Essays ist eine dramatisierte Version eines wagemutigen Abenteuers, das von einem amerikanischen Soldaten, dem Oberleutnant Andrew S. Rowan, zu Beginn des Spanisch-Amerikanischen Kriegs durchgeführt wurde.

## Buchzusammenfassung
Der Essay erzählt die Geschichte eines Mannes namens Rowan, der die wichtige Aufgabe hat, eine Nachricht des Präsidenten der Vereinigten Staaten, McKinley, an den Freiheitskämpfer Garcia zu überbringen, der in den dichten Wäldern Kubas versteckt ist, das zu dieser Zeit eine Kolonie Spaniens war. Rowan erfüllt seine Aufgabe mit großer Entschlossenheit und Konzentration, ohne sich zu beschweren oder um Hilfe zu bitten.

## Interpretationen
Der Text hebt den Wert von fleißigen und selbstgenügsamen Individuen wie Rowan in der Geschäftswelt und im Leben im Allgemeinen hervor. Hubbard kritisiert den Mangel an Aufmerksamkeit, Unzulänglichkeit und mangelnde Zusammenarbeit, die Arbeiter und Manager oft vorfinden, und weist darauf hin, dass Arbeitgeber nach Menschen suchen, die sich ihrer Arbeit verpflichtet fühlen, verantwortlich sind und unabhängig arbeiten können. Der Text betont die Bedeutung von Selbstdisziplin und persönlicher Initiative für den Erfolg im Beruf und im Privatleben.

## Historischer Hintergrund
Hubbard, damals Herausgeber seiner Zeitschrift The Philistine, schrieb die Geschichte, die ihm sein Sohn erzählt hatte, kurz vor Redaktionsschluss als „Lückenfüller“.
Der Protagonist, Andrew Summers Rowan (1857–1943), war ein US-amerikanischer Offizier, West Point-Absolvent und Teilnehmer am Spanisch-Amerikanischen Krieg. Als er 1898 zu seiner Mission ausgeschickt wurde, war er ein erfahrener Offizier, hatte erfolgreich an mehreren Militärmissionen teilgenommen und zusammen mit Marathon Montrose Ramsey das Buch The Island of Cuba: A Descriptive and Historical Account of the "Great Antilla." veröffentlicht. Erfahrungen in Mittelamerika hatte er als Vermesser für Intercontinental Railway Survey in Central America gesammelt. Vor Ausbruch des Kriegs war er Offizier einer Nachrichtenabteilung der Armee. Dem amerikanischen Präsidenten William McKinley wurde er von Colonel Arthur L. Wagner (1853–1905) für die Mission empfohlen.
Am Tag der Kriegserklärung erhielt er ein verschlüsseltes Telegramm mit dem Auftrag, General Calixto García, den Anführer der kubanischen Rebellen, in seinem Camp in Kuba aufzusuchen. Wie Rowans Begegnung mit dem General tatsächlich verlaufen ist, darüber gibt es unterschiedliche Darstellungen. Er habe das Vertrauen des Generals gewonnen, wichtige Informationen erhalten über die spanischen Truppen in Kuba und sei dann zum Bericht nach Washington zurückgekehrt, ist eine der tradierten Versionen.
Der Essay von Hubbard weicht in mehreren Punkten von den historisch gesicherten Daten ab.

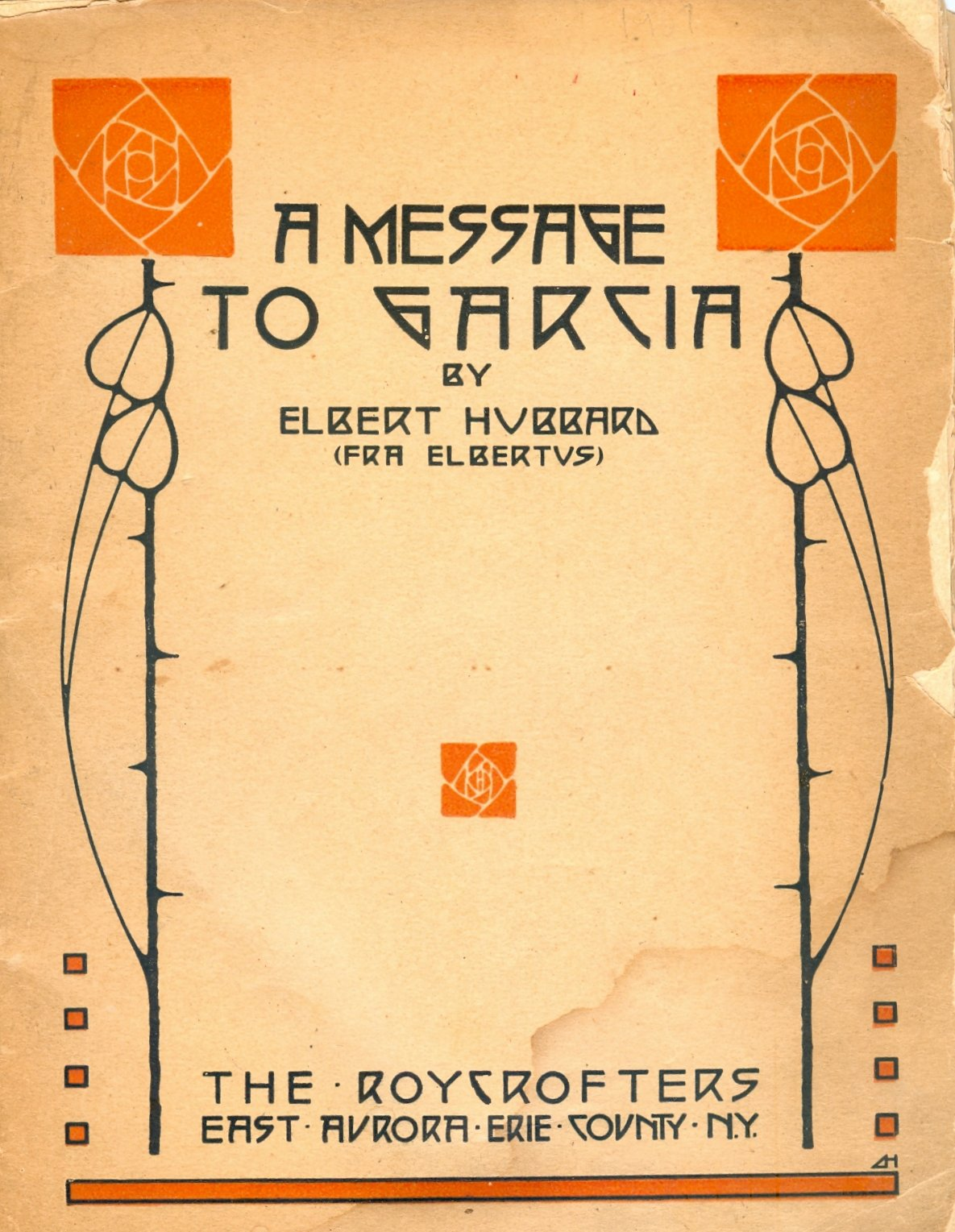
A Message to Garcia, Ausgabe (um 1926)

## Rezeption
Hubbards kurzer Essay stellte sich als außerordentlicher Verkaufserfolg heraus und wurde in 37 Sprachen übersetzt.
Der Text und die in ihm vermittelte Botschaft erfuhren in der Folge eine hohe Akzeptanz und Wertschätzung in der US-Army und besonders in der Navy. Von 1989 bis 2015 stand er als Lektüreempfehlung an prominenter Stelle auf der Marine Corps Commandant’s reading list. Karl Schonberg von der U.S. Navy nennt ihn in seinem kritischen Essay „kanonisiert in der Militärkultur [...] und sinnlos in die Köpfe der Massen (Zitat: plebes heads) hineingepresst“.
1917 wurde er im Boy Scouts Magazine abgedruckt.
Dass während des Russisch-Japanischen Kriegs jeder russische Soldat den Text erhalten haben soll, den die Japaner bei jedem russischen Gefangenen entdeckt und dann ins Japanische übersetzen haben sollen, ist möglicherweise eine der Mystifikationen, die sich inzwischen um den Text ranken, da bisher noch kein Exemplar dieser angeblichen Übersetzung nachgewiesen werden konnte.
„To take a message to García“ fand Eingang in die amerikanische Umgangssprache als Bezeichnung für die Übernahme von Initiative.
1916 wurde das Thema in einem Stummfilm, A Message to Garcia, aufgegriffen. Unter der Regie von Richard Ridgely spielten Robert Conness, Mabel Trunnelle und Charles Sutton. Turner Classic Movie bemerkte dazu, dass „Geschichtstreue unbeachtet“ blieb.
1936 drehte produzierte die Century Fox zu dem Thema den Spielfilm Die Botschaft an Garcia, der im selben Jahr in Berlin Premiere hatte.

## Ausgaben
- Elbert Hubbard: A Message to Garcia. Wilder Publications, 2018, ISBN 978-1-5154-3149-7 (englisch).
- Elbert Hubbard: Die Botschaft an Garcia. 2. Auflage, Poeschel & Trepte, Leipzig 1936.